# Dablo
Dablo est une commune rurale et le chef-lieu du département de Dablo situé dans la province du Sanmatenga de la région Centre-Nord au Burkina Faso. 

## Géographie
Dablo se trouve à 40 km au nord de Barsalogho et à près de 100 km au nord de Kaya, le chef-lieu de la province.

## Histoire
Depuis 2015, le nord de la province est soumis à des attaques djihadistes terroristes récurrentes entrainant des conflits entre les communautés Peulh et Mossi et des déplacements internes massifs de populations vers les camps du sud de la province à Barsalogho et Kaya.
Le 12 mai 2019, l'église catholique de Dablo est attaquée, au moment de la messe, par un groupe d'hommes armés faisant six morts dont le prêtre,. D'autres attaques ont lieu dans la commune dans les mois qui suivent contre les populations et les forces armées du pays.

## Éducation et santé
Dablo accueille le seul centre de santé et de promotion social (CSPS) du département tandis que le centre médical avec antenne chirurgicale (CMA) de la province se trouve à Barsalogho et que le centre hospitalier régional (CHR) est à Kaya.
La localité possède deux écoles primaires.